# الکس لرد
الکس لرد (انگلیسی: Alex Laird؛ زادهٔ ۲۱ آوریل ۱۹۹۹) بازیکن فوتبال است.
از باشگاه‌هایی که در آن بازی کرده‌است می‌توان به باشگاه فوتبال برادفورد سیتی اشاره کرد.